# Semanario Patriótico
El Seminario Patriótico fue una revista española publicada entre el 1 de septiembre de 1808 y el 19 de marzo de 1812. Fue la primera publicación periódica netamente política de España y de sesgo liberal, y fue fundada y dirigida por el escritor Manuel José Quintana. Su publicación fue discontinua a causa de los eventos acaecidos en la guerra de la Independencia y por ello tuvo tres épocas según su lugar de impresión: la madrileña, la sevillana y la gaditana. Porque el Semanario seguía al Gobierno de España allí donde fuese.

## Historia
Sus primeros redactores pertenecían a la tertulia del escritor liberal Manuel José Quintana y su prestigio e influencia fueron enormes en España y América. Fue determinante a la hora de comunicar la convocatoria a Cortes e inculcar un talante liberal en la Constitución de Cádiz de 1812. Tuvo por principales redactores a los ilustrados José María Blanco White (1775-1841), Bartolomé José Gallardo (1776-1852), Isidoro de Antillón (1778-1814), Juan Álvarez Guerra (1770-1845), Eugenio de Tapia (1776-1860) y Alberto Lista (1775-1848). No menos importante fue un crecido plantel de colaboradores eminentes. Fundamentalmente liberales y patriotas, estaban en contra de los afrancesados y los reaccionarios partidarios de la sociedad estamental. Llegó a alcanzar un éxito tal que tuvo 3000 suscriptores, cifra extraordinaria para la época.

## Estructura y contenido
Tenía tamaño cuarto y salía los jueves en dos pliegos o dos pliegos y medio (16 o 20 páginas) a una columna impresos por Repullés. Se dividía en dos secciones: la histórica y la literaria, con mayor extensión la primera, que se dividía en epígrafes como "Noticias del interior" o "del Reyno", "del exterior" o "extranjeras" o "públicas", insertando crónicas de los hechos bélicos. Una sección de "Política" incluía artículos de fondo y didácticos que defendían principios como el de soberanía nacional. También incorporaba artículos remitidos o comunicados, cartas, manifiestos, bandos y legislación política y militar. En la de Literatura se aportaban reseñas o composiciones literarias en verso y prosa.

## Etapas
En la época madrileña defendió la primacía de la Junta Central. Ante la segunda invasión de Madrid, el gobierno se desplazó a Sevilla y lo siguieron sus redactores, interrumpiéndose la edición hasta el cuatro de mayo de 1809 (número 15), saliendo de la imprenta de la Viuda de Vázquez y Compañía. Como Quintana fue nombrado oficial de primera de la Secretaría General de la Junta Central, el trabajo de dirección y redacción del periódico fue encomendado principalmente a Isidoro de Antillón (“Historia”) y José María Blanco White (“Política”), mientras que la sección "Literatura" será encomendada a Alberto Lista; Gallardo se separará de la publicación a fines de mayo. Con el número 32 (31 de agosto de 1809) se cierra la época sevillana, y a los quince meses reaparece en la Cádiz de las Cortes, que acaban de declarar por primera vez en España la libertad de imprenta. Quintana vuelve a ser de nuevo un redactor principal acompañado de colaboradores como José Manuel de Vadillo (1774-1858), su amigo Juan Álvarez Guerra (que había sido secretario de la Junta Central) e Isidoro de Antillón (bajo el seudónimo Veranio). José María Blanco White ha emigrado definitivamente a Inglaterra. Se imprime en casa de Vicente Lema en entregas de tres pliegos (24 páginas). Las controversias y las polémicas sesiones de Cortes salpican sus páginas. Desde el número 78 de tres de octubre se saca de la Imprenta Tormentaria; y el VI y último, con indicación de año segundo, del número 86, de 28 de noviembre de 1811. Deja de publicarse «el mismo día en que expira el régimen arbitrario», es decir, el día que se proclama la Constitución de Cádiz. La Inquisición prohibió su lectura por edicto de julio de 1815 bajo pena de excomunión.